# Pisanu Ngamsa-nguan
Pisanu Ngamsa-nguan (thailändisch พิษณุ งามสงวน, * 18. September 1985) ist ein thailändischer Fußballspieler.

## Karriere
Pisanu Ngamsa-nguan stand bis Ende 2015 beim Sisaket FC unter Vertrag. Wo er vorher gespielt hat, ist unbekannt. Der Verein aus Sisaket spielte in der ersten Liga des Landes, der Thai Premier League. 2015 absolvierte er acht Erstligaspiele für den Klub. Anfang 2016 unterschrieb er einen Vertrag beim Uttaradit FC. Der Verein aus Uttaradit spielte in der dritten Liga, der damaligen Regional League Division 2. Hier trat man in der Northern Region an. Nach der Ligareform 2017 wurde der Verein der vierten Liga, der Thai League 4, zugeteilt. Hier trat man ebenfalls in der Northern Region an. 2018 wurde er mit Uttaradit Meister der Region.
Seit dem 1. Januar 2019 ist Pisanu Ngamsa-nguan vertrags- und vereinslos.

## Erfolge
Uttaradit FC
- Thai League 4 – North: 2018